# Attack of the Killer B's
Attack of the Killer B's е компилационен албум на американската траш/спийд метъл банда Антракс от 1991 г. Съдържа сингли и редки парчета, които са били трудно откриваеми, както и някои песни записани на живо специално за компилацията. Включена е и песента „Bring The Noise“ изпята с Public Enemy, поставяща началото на много последвали колаборации между метъл състави и хип-хоп изпълнители.

## Списък на песните
| №   | Име                                      | Време |
| --- | ---------------------------------------- | ----- |
| 1.  | Milk (Ode to Billy) (кавър на S.O.D.)    | 3:44  |
| 2.  | Bring the Noise (кавър на Public Enemy)  | 3:28  |
| 3.  | Keep It in the Family                    | 7:19  |
| 4.  | Startin' Up a Posse                      | 4:14  |
| 5.  | Protest and Survive (кавър на Discharge) | 2:20  |
| 6.  | Chromatic Death (кавър на S.O.D.)        | 1:28  |
| 7.  | I'm the Man '91                          | 5:00  |
| 8.  | Parasite (кавър на Kiss)                 | 3:14  |
| 9.  | Pipeline (кавър на The Chantays)         | 2:00  |
| 10. | Sects (кавър на Trust)                   | 3:06  |
| 11. | Belly of the Beast (на живо)             | 6:01  |
| 12. | N.F.B. (Dallabnikufesin)                 | 2:16  |

## Изпълнители
- Джоуи Беладона – вокал
- Дан Спиц – китари
- Скот Ян – китари
- Франк Бело – бас
- Чарли Бенанте – барабани